# Ballavarry Burial Mound
Ballavarry Burial Mound é um cemitério da Idade do Bronze na freguesia de Andreas, na Ilha de Man. Ele está localizado na entrada da fazenda Ballavarry numa colina baixa, a uma curta distância da vila de Andreas. O monte é significativo e apresenta-se com uma altura de 3m e um diâmetro de 15m.
Embora uma urna funerária tenha sido descoberta durante uma investigação do monte no século 19, o seu local exacto perdeu-se.